# 安国寺集落遺跡

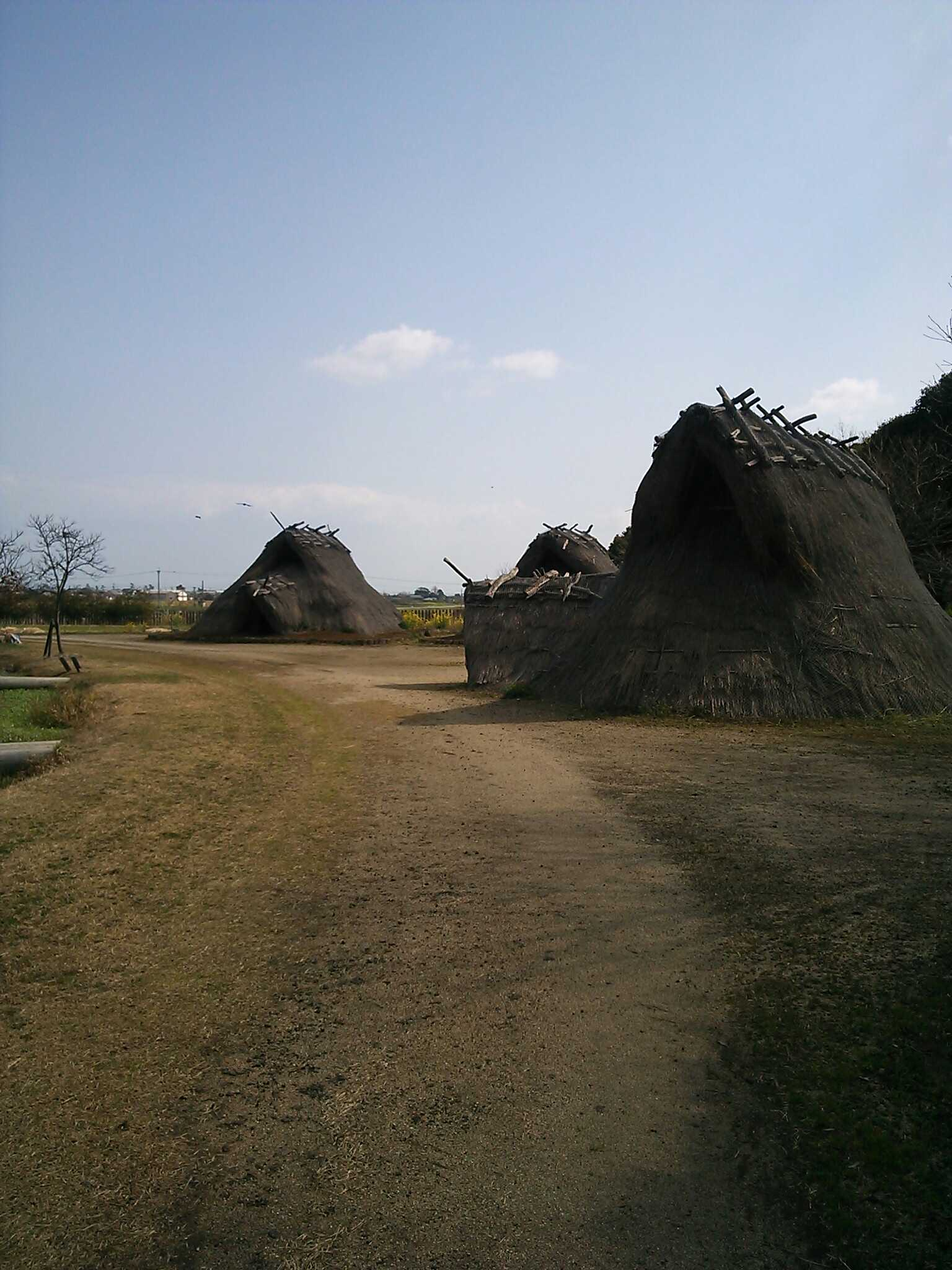
公園内の復元竪穴建物。

安国寺集落遺跡（あんこくじしゅうらくいせき）、または安国寺遺跡は、大分県国東市国東地区にある弥生時代から古墳時代初頭にかけての貝塚・集落からなる複合遺跡である。1992年（平成4年）4月3日に国の史跡に指定された。

## 概要

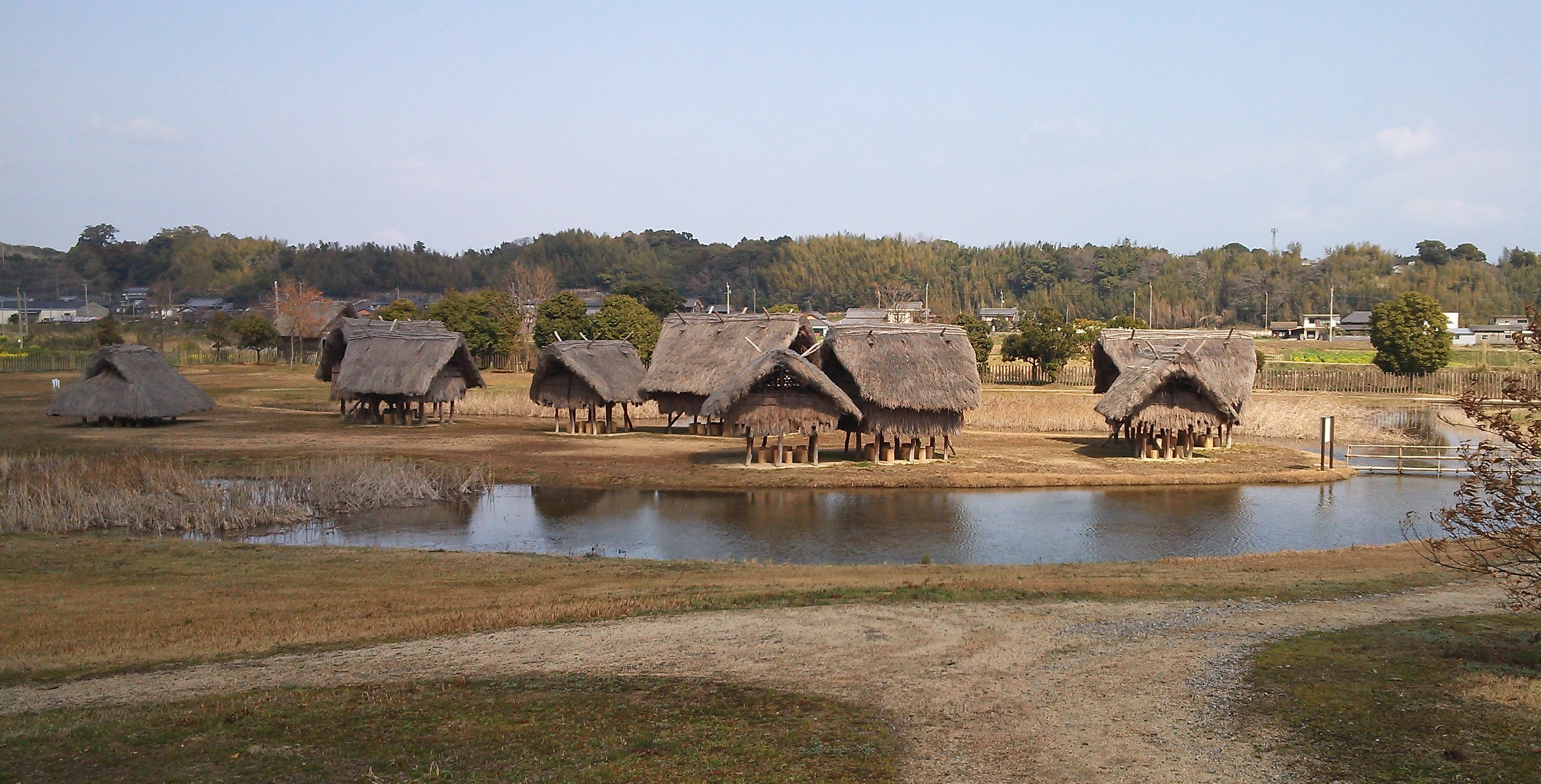
公園内の復元高床建物。

低湿地遺跡のため有機質遺物の保存状態がよく、鍬、田下駄等の木製農具や建築部材、柱穴等の遺構、植物の種子等が多数出土したことから、「西の登呂」とも呼ばれた。また、二重口縁壺に特殊な櫛目模様を付けた土器がみつかり、遺跡名をにちなんで「安国寺式土器」と命名されている。
1949年（昭和24年）から1952年（昭和27年）に行われた初めての発掘調査では、炭化米が出土したことで東九州における稲作を裏付ける遺跡として脚光を浴びた。生活は漁撈・狩猟・採集を主体としながら小規模な稲作を行い、国東半島という地理から瀬戸内海から中国・四国地方と海洋交易をしていたと考えられている。
この遺跡は、国の史跡の指定を受けており、現在では弥生のムラ 安国寺集落遺跡公園として整備され史跡公園になっている。